# Nesryne El Chad
Nesryne El Chad (arabisch نسرين الشاد, DMG Nasrīn aš-Šād; * 13. März 2003 in Saint-Étienne, Frankreich) ist eine französisch-marokkanische Fußballspielerin.

## Karriere

### Klub
Ihre Karriere begann in der Jugend der AS Saint-Étienne, wo sie von der U19 im Sommer 2021 in die erste Mannschaft vorrückte. Im Verlauf der Saison 2021/22 der Division 1 Féminin kam sie so dann nebst ein paar Einwechslungen zweimal sogar in der Startelf zum Einsatz. Zur Saison 2022/23 wechselte sie dann zur Mannschaft von LOSC Lille. Mit diesen spielt sie in der Division 2. 

### Nationalmannschaft
Nach der U20 machte sie ihr Debüt für die marokkanische A-Nationalmannschaft im Jahr 2021. Ihr erstes Turnier war dann der  Afrika-Cup 2022, wo sie mit ihrem Team das Finale erreichte, dort jedoch gegen Südafrika unterlag. Dies reichte aber aus, damit sich ihre Mannschaft für die Weltmeisterschaft 2023 qualifizierte.